# Berlinia giorgii
Berlinia giorgii är en ärtväxtart som beskrevs av De Wild. Berlinia giorgii ingår i släktet Berlinia och familjen ärtväxter. Inga underarter finns listade i Catalogue of Life.